# Mycetophila pucarensis
Mycetophila pucarensis är en tvåvingeart som beskrevs av Duret 1973. Mycetophila pucarensis ingår i släktet Mycetophila och familjen svampmyggor. Inga underarter finns listade i Catalogue of Life.